# Harald Winkler
Harald Winkler (ur. 17 grudnia 1962 w Grazu) – austriacki bobsleista. Złoty medalista olimpijski z Albertville.
Brał udział w trzech igrzyskach olimpijskich (IO 88, IO 92, IO 94). Złoto w 1992 wywalczył jako członek czwórki prowadzonej przez Ingo Appelta. Był także brązowym (1990) oraz srebrnym (1993) medalistą mistrzostw świata.